# Ronaël Pierre-Gabriel
Ronaël Julien Pierre-Gabriel (Parigi, 13 giugno 1998) è un calciatore francese, difensore della Dinamo Zagabria.

## Caratteristiche tecniche
Terzino destro bravo in entrambe le fasi, dotato di buona corsa e con discrete abilità tecniche, grazie al fisico strutturato riesce a rendersi pericoloso anche nel gioco aereo.

## Carriera

### Club

#### Saint-Etienne
Arrivato nel settore giovanile del Saint-Étienne nel 2014, ha esordito in prima squadra il 29 novembre 2015, nella partita di campionato vinta per 3-0 contro il Guingamp.

#### Monaco
Il 9 luglio 2018, dopo 39 presenze totali con i Verts, viene acquistato dal Monaco, con cui firma un quinquennale.

#### Mainz e prestiti
Dopo una sola stagione trascorsa nel Principato, il 13 giugno 2019 si trasferisce al Magonza, con cui si lega fino al 2024. Poco utilizzato dal club tedesco, il 7 luglio 2020 passa in prestito al Brest. Passando anche,sempre in prestito, per lo Strasburgo e l'Espanyol.

#### Nantes e Dinamo Zagabria
Il 1º agosto 2023 si trasferisce a titolo definitivo al Nantes. Il 13 agosto seguente compie il proprio debutto con i canarini, in occasione della prima giornata di campionato contro il Tolosa, persa per 1-2.
Titolare nella prima parte di stagione sotto la guida di Pierre Aristouy, dopo l'esonero di quest'ultimo e l'avvicendamento in panchina di Jocelyn Gourvennec viene relegato ai margini della rosa. Proprio per questo motivo, il 7 febbraio 2024, viene ceduto a titolo definitivo alla Dinamo Zagabria

## Statistiche

### Presenze e reti nei club
Statistiche aggiornate al 7 aprile 2024.
| Stagione             | Squadra              | Campionato           | Campionato | Campionato | Coppe nazionali | Coppe nazionali | Coppe nazionali | Coppe continentali | Coppe continentali | Coppe continentali | Altre coppe | Altre coppe | Altre coppe | Totale | Totale |
| Stagione             | Squadra              | Comp                 | Pres       | Reti       | Comp            | Pres            | Reti            | Comp               | Pres               | Reti               | Comp        | Pres        | Reti        | Pres   | Reti   |
| -------------------- | -------------------- | -------------------- | ---------- | ---------- | --------------- | --------------- | --------------- | ------------------ | ------------------ | ------------------ | ----------- | ----------- | ----------- | ------ | ------ |
| 2015-2016            | Saint-Étienne        | L1                   | 5          | 0          | CF+CdL          | 2+1             | 0               | -                  | -                  | -                  | -           | -           | -           | 8      | 0      |
| 2016-2017            | Saint-Étienne        | L1                   | 14         | 0          | CF+CdL          | 0               | 0               | UEL                | 0                  | 0                  | -           | -           | -           | 14     | 0      |
| 2017-2018            | Saint-Étienne        | L1                   | 16         | 0          | CF+CdL          | 1+0             | 0               | -                  | -                  | -                  | -           | -           | -           | 17     | 0      |
| Totale Saint-Etienne | Totale Saint-Etienne | Totale Saint-Etienne | 35         | 0          |                 | 4               | 0               |                    | 0                  | 0                  |             | -           | -           | 39     | 0      |
| 2018-2019            | Monaco               | L1                   | 4          | 0          | CF+CdL          | 0               | 0               | UCL                | 0                  | 0                  | SF          | 0           | 0           | 4      | 0      |
| 2019-2020            | Magonza              | BL                   | 8          | 0          | CG              | 0               | 0               | -                  | -                  | -                  | -           | -           | -           | 8      | 0      |
| 2020-2021            | Brest                | L1                   | 29         | 1          | CF              | 2               | 0               | -                  | -                  | -                  | -           | -           | -           | 31     | 1      |
| 2021-2022            | Brest                | L1                   | 30         | 0          | CF              | 1               | 0               | -                  | -                  | -                  | -           | -           | -           | 31     | 0      |
| Totale Brest         | Totale Brest         | Totale Brest         | 59         | 1          |                 | 3               | 0               |                    | 0                  | 0                  |             | 0           | 0           | 62     | 1      |
| 2022-gen. 2023       | Strasburgo           | L1                   | 14         | 0          | CF              | 1               | 0               | -                  | -                  | -                  | -           | -           | -           | 15     | 0      |
| gen. 2023-giu. 2023  | Espanyol             | PD                   | 8          | 1          | CR              | 0               | 0               | -                  | -                  | -                  | -           | -           | -           | 8      | 1      |
| 2023-feb. 2024       | Nantes               | L1                   | 12         | 0          | CF              | 0               | 0               | -                  | -                  | -                  | -           | -           | -           | 12     | 0      |
| feb.-giu. 2024       | Dinamo Zagabria      | 1.HNL                | 6          | 0          | CC              | 2               | 0               | UCL+UEL+UECL       | -+-+0              | 0+0+0              | SC          | -           | -           | 8      | 0      |
| Totale carriera      | Totale carriera      | Totale carriera      | 146        | 2          |                 | 10              | 0               |                    | 0                  | 0                  |             | 0           | 0           | 156    | 2      |